# Bačka (district de Trebišov)
Pour les articles homonymes, voir Bačka.
Cet article possède un paronyme, voir Backa.
Bačka (hongrois : Bacska) est un village de Slovaquie situé dans la région de Košice.

## Histoire
Première mention écrite du village en 1214.
La localité fut annexée par la Hongrie après le premier arbitrage de Vienne le 2 novembre 1938. En 1938, on comptait 606 habitants dont 9 d'origines juives. Elle faisait partie du district de Medzibodrožie (hongrois : Bodrogközi járás). Le nom de la localité avant la Seconde Guerre mondiale était Bačka/Bacska. Durant la période 1938 - 1944, le nom hongrois Bacska était d'usage. À la libération, la commune a été réintégrée dans la Tchécoslovaquie reconstituée.

## Démographie

### Évolution de la population
| Année:               | 1994. | 2004.    | 2014.  | 2024.    |
| -------------------- | ----- | -------- | ------ | -------- |
| Nombre de personnes: | 545   | 600      | 651    | 576      |
| Différence:          |       | +10,09 % | +8,5 % | -11,52 % |

| Année:               | 2023. | 2024.   |
| -------------------- | ----- | ------- |
| Nombre de personnes: | 581   | 576     |
| Différence:          |       | -0,86 % |